# Rybianka
Rybianka [rɨˈbjaŋka] est un village polonais, dans le Powiat de Szydłowiec et dans la voïvodie de Mazovie dans le centre-est de la Pologne.
Il est situé à environ 3 kilomètres au nord-ouest de Szydłowiec et à 108 kilomètres au sud de Varsovie.

Sa population compte 109 habitants en 2006.